# Nina Sublatti
Nina Sublatti (gruz. ნინა სუბლატი), właśc. Nina Sulaberidze (gruz. ნინა სულაბერიძე; ur. 31 stycznia 1995 w Moskwie) – gruzińska piosenkarka urodzona w Rosji.
Zwyciężczyni drugiej edycji programu formatu Sakartwelos warskwlawi (2013). Reprezentantka Gruzji w 60. Konkursie Piosenki Eurowizji (2015).

## Życiorys

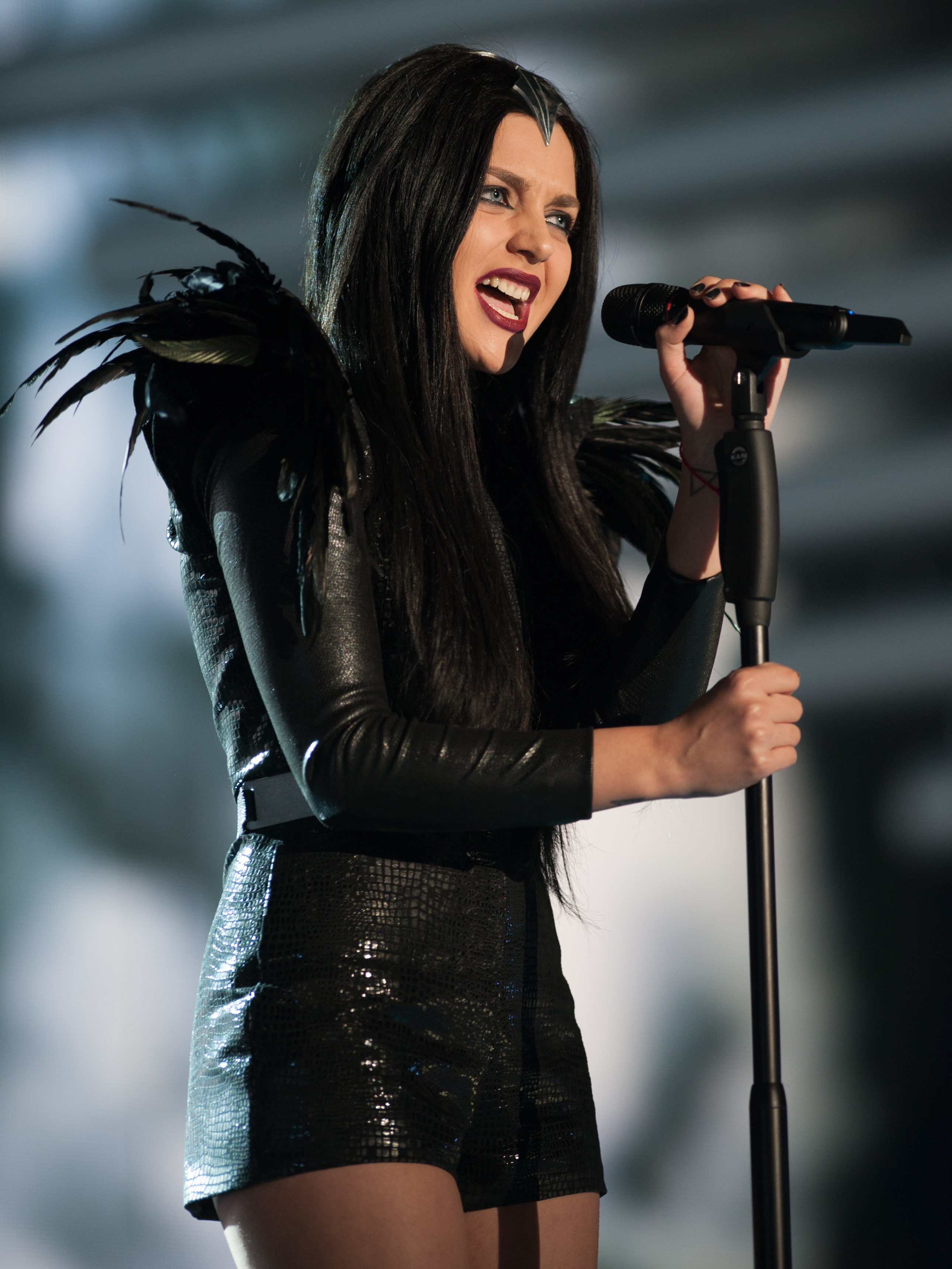
Sublatti podczas 60. Konkursu Piosenki Eurowizji (2015)

Urodziła się w Rosji, jest córką Gruzinów. Po narodzinach przeprowadziła się z rodziną do Gruzji, gdzie później uczęszczała do szkoły sztuki, studiowała malarstwo, rysunek oraz rzeźbiarstwo. Jako dziecko mieszkała również w Rydze.
W 2008 otrzymała kontrakt od jednej z lokalnych agencji modelek, dzięki czemu zaczęła karierę modelki. W 2011 rozpoczęła pracę z Georgian Dream Studio, gdzie nagrywała z Berą Iwaniszwilim. W lipcu 2013 zwyciężyła w finale drugiej edycji programu Sakartwelos warskwlawi będącego gruzińską wersją formatu Idol. W czerwcu 2014 wydała debiutancki album pt. Dare to Be Nina Sublatti. W styczniu 2015 zwyciężyła z utworem „Warrior” w finale krajowych eliminacji do 60. Konkursu Piosenki Eurowizji, dzięki czemu została reprezentantką Gruzji podczas konkursu w Wiedniu. Po zwycięstwie w eliminacjach nagrała nową wersję piosenki we współpracy z Thomasem G:sonem. Nad występem scenicznym pracowała z choreografką Sachą Jean-Baptiste. W maju zakwalifikowała się do finału Eurowizji 2015, w którym zajęła 11. miejsce.

## Dyskografia
Albumy studyjne
- Dare to Be Nina Sublatti (2014)